# ابن ابی طی
ابن ابی طی (عربی: إبن أبی طیء) یاشی ابو زکاریای بن ابنامد النجاج (۱۱۸۰–۱۲۲۸) مورخ و شاعر شیعه اهل حلب بود. معروف به تاریخ جهانی خود ، که بیشتر از بین رفته‌است، و از طریق بخش‌هایی که توسط نویسندگان بعدی حفظ شده‌است، برای ما شناخته شده‌است. یک منبع ارزشمند برای تاریخ شمال سوریه در زمان جنگهای صلیبی، همچنین به توصیف کاخ‌های فاطمی در قاهره، سقوط سلسله فاطمیان، روابط بین فرانک‌ها و مسلمانان و سلطنت صلاح الدین و پسرش الظاهر غازی می‌پردازد..